# Изложба „Скулптура у слободном простору” (1965)
Изложба „Скулптура у слободном простору” се одржала у јулу 1965. године у Пионирском парку.

## Излагачи
1. Градимир Алексић
2. Борис Анастасијевић
3. Милан Бесарабић
4. Ана Бешлић
5. Ана Виђен
6. Душан Гаковић
7. Милија Глишић
8. Савица Дамјановић
9. Милорад Дамњановић
10. Олга Јанчић
11. Мира Јуришић
12. Томислав Каузларић
13. Илија Коларовић
14. Антон Краљић
15. Момчило Крковић
16. Коља Милуновић
17. Милија Нешић
18. Божидар Обрадовић
19. Мирослав Протић
20. Павле Радовановић
21. Катарина Ристивојев
22. Сава Сандић
23. Милош Сарић
24. Живојин Стефановић
25. Татјана Зарин Стефановић
26. Марина Тадић